# Anyphops kraussi
Anyphops kraussi là một loài nhện trong họ Selenopidae.
Loài này thuộc chi Anyphops. Anyphops kraussi được Mary Agard Pocock miêu tả năm 1898.